# Plectochorus maltiae
Plectochorus maltiae är en stekelart som beskrevs av Lee 1992. Plectochorus maltiae ingår i släktet Plectochorus och familjen brokparasitsteklar. Inga underarter finns listade i Catalogue of Life.